# Nikon D5
Nikon D5 — профессиональный цифровой зеркальный фотоаппарат, представленный компанией Nikon на выставке CES в январе 2016 года в качестве замены предыдущей модели Nikon D4s. Абсолютным рекордом стала максимальная светочувствительность ISO 3 280 000 в расширенном диапазоне «Hi-5», впервые достигнутая в серийном фотоаппарате. Результат получен за счёт сочетания новой полнокадровой КМОП-матрицы и процессора EXPEED 5, разработанных компанией самостоятельно. Высокое качество изображения при этом достигается даже на сравнительно высоких значениях ISO до 12 800, часто используемых в спортивной фотожурналистике.

## Особенности
Фотоаппарат генерирует файлы фотографий с максимальным разрешением в 20,8 мегапикселей и позволяет записывать видео сверхвысокой чёткости формата 4К (3840×2160/30 fps). По этому параметру новая модель сравнялась со специализированной камерой Canon EOS-1D C, превзойдя её наличием встроенной функции цейтраферной съёмки. Однако длина ролика сверхвысокой чёткости ограничена 3 минутами. Система автофокуса нового поколения обеспечивает фокусировку по 153 точкам, 99 из которых — крестового типа. Новый датчик Multi-CAM 20K обладает высокой чувствительностью: центральная точка уверенно работает в световых условиях, соответствующих -4 EV, а остальные работоспособны при яркостях лишь на ступень бо́льших. 
Новая камера достигла уровня своего главного конкурента Canon EOS-1D X по частоте серийной съёмки с подвижным зеркалом, составляющей 12 кадров в секунду даже в режиме следящего автофокуса, но уступает анонсированному месяцем позднее Canon EOS-1D X Mark II. Размер буфера позволяет делать непрерывные серии до 200 кадров сжатого без потерь RAW с глубиной цвета 12 бит. При зафиксированном зеркале в режиме Live View достигается скорость 14 кадров в секунду при неработающем автофокусе. Система автоматического управления экспозицией в режиме оценочного замера самостоятельно «распознаёт сцену» при помощи нового цветного 180-килопиксельного сенсора. Поддерживается режим HDRi для контрастных сюжетов.
Сенсорный дисплей с диагональю 3,2 дюйма обладает высоким разрешением 2,36 миллиона точек. Кроме разъёма «Micro-B» стандарта USB 3.0 камера штатно оснащается портом Ethernet с пропускной способностью 400 Мбит в секунду для подключения к локальным вычислительным сетям. Скорость обмена данными увеличена в 1,5 раза по сравнению с D4s. При стыковке с новым Wi-Fi трансмиттером «WT-6» фотоаппарат может передавать файлы без проводов на расстояние до 200 метров на FTP-сервер, а также соединяться с управляющим смартфоном. В последнем случае требуется установка мобильного приложения «Snapbridge», которое позволяет мгновенно размещать фотографии в соцсетях.
Nikon D5 выпускается в двух вариантах: основной оснащён двумя слотами для карт XQD, но можно заказать и рассчитанный на традиционный CompactFlash. При этом модуль фотоаппарата со слотами при необходимости может быть заменён в сервис-центре, если владелец решит сменить стандарт флеш-памяти. Начало продаж, приуроченное к подготовке к летней Олимпиаде в Рио-де-Жанейро, намечено на март 2016 при стоимости обоих вариантов 6499,95 долларов США.